# Reuven Barkat

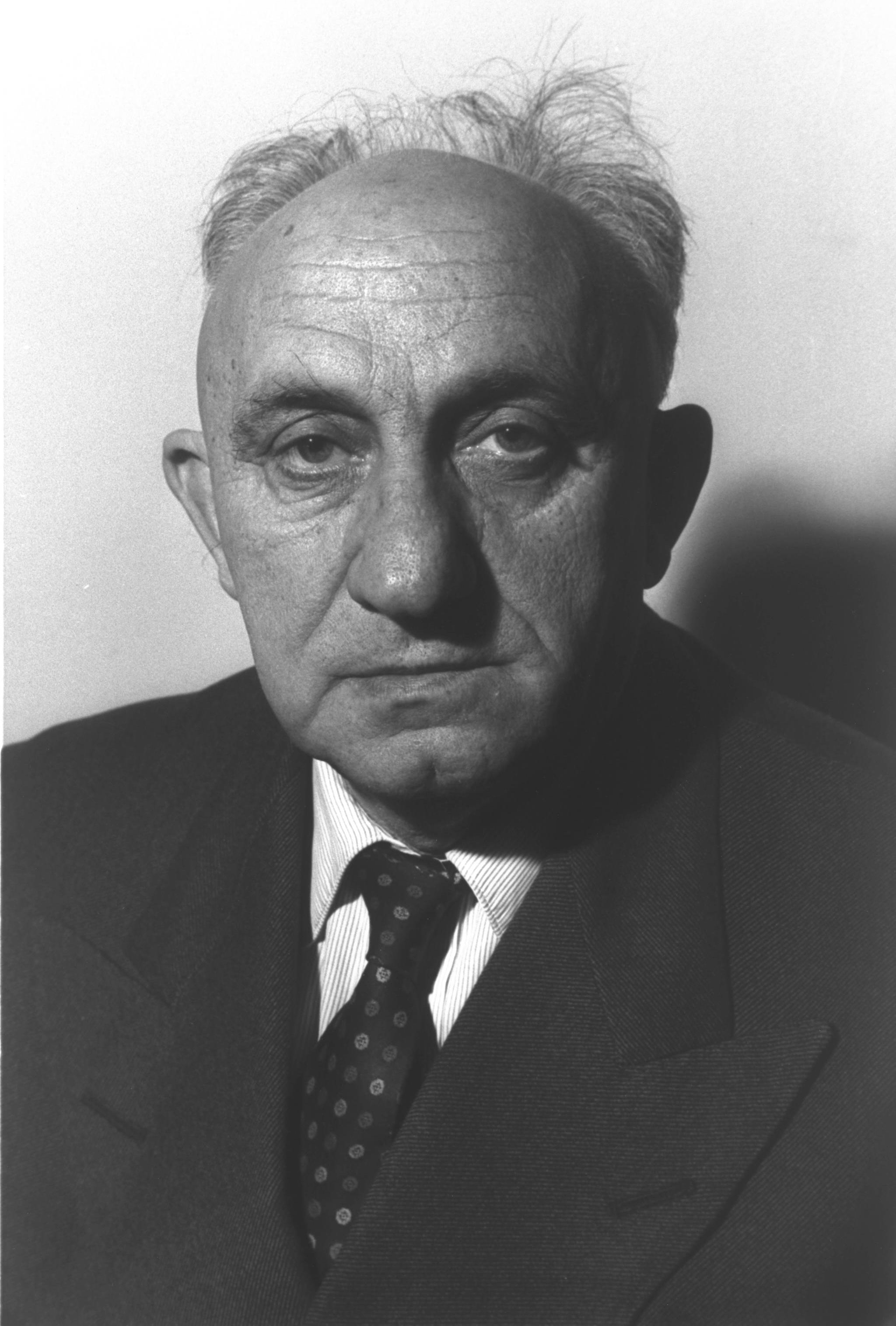
Reʾuven Barkat, 1966

Reʾuven Barkat (hebräisch ראובן ברקת‎, geboren als Reuven Borstein; * 25. Oktober 1906 in Tauroggen, Litauen, Russisches Kaiserreich; † 5. April 1972 in Jerusalem) war ein israelischer Politiker und von 1969 bis zu seinem Tod Präsident der Knesset.

## Leben
Nach dem Besuch einer jüdischen Religionsschule und eines jüdischen Gymnasiums in Litauen studierte Barkat Rechtswissenschaften und Literatur an der Sorbonne sowie der Universität Straßburg. Bereits während des Studiums engagierte er sich in jüdischen Jugend- und Studentenorganisationen und war nicht nur Mitgründer der „Jungen Pioniere“ und der „Jungen Hebräer“ in Litauen, sondern auch Vorsitzender der Union hebräischer Studenten.
Nach seiner Auswanderung (Alija) nach Israel war er zwischen 1928 und 1933 Sekretär der Siedlungsabteilung im Landwirtschaftszentrum, ehe er anschließend von 1933 bis 1938 Direktor der Abteilung für öffentliche Beziehungen zur Organisation des Transfers von Sachvermögen jüdischer Eigentümer aus Deutschland in das Völkerbundsgebiet Palästina war (Vgl. Haʿavara-Abkommen).
Zwischen 1940 und 1946 war Barkat Generalsekretär des Nationalkomitees für jüdische Soldaten im Zweiten Weltkrieg und anschließend Mitarbeiter der politischen Abteilung der Histadrut, des Dachverbandes der israelischen Gewerkschaften. 1949 wurde er Mitglied des Zentralkomitees der Histadrut sowie zeitgleich Chef der politischen Abteilung, ehe er später Chef der arabischen Abteilung der Histadrut wurde. Während dieser Tätigkeiten veröffentlichte er auch zahlreiche Artikel in Tageszeitungen wie Davar und Haʾaretz.
Nach einer kurzen Verwendung als Botschafter in Norwegen im Jahr 1961 war er von 1962 bis 1966 Generalsekretär der Mapai.
Am 22. November 1965 wurde er zum Mitglied der Knesset gewählt und gehörte ihr bis zu seinem Tode an, wobei er zuletzt dort die Avoda vertrat, die Nachfolgepartei der Mapai. Zuletzt war Reʾuven Barkat vom 17. November 1969 bis zu seinem Tode Präsident der Knesset.

## Veröffentlichungen
- A Compilation of Reʾuven Barkat: Issues of Parliamentarianism, Legislation and Government, 1977 (posthum)